# Mary Elizabeth McGlynn
Mary Elizabeth McGlynn, née le 16 octobre 1966, est une actrice, scénariste et chanteuse américaine, reconnue pour ses nombreux doublages anglais dans divers anime, et ses chansons dans la saga de jeux vidéo Silent Hill, mais aussi dans l'adaptation cinématographique éponyme et dans Dance Dance Revolution EXTREME. Elle était mariée à Daran Norris depuis 1988 avant de divorcer l'un de l'autre en 2012.

## Carrière
Née en 1966, Mary Elizabeth McGlynn a commencé sa carrière d'actrice au début des années 1990. Elle apparaît dans diverses séries télévisées telles que Code Quantum, Arabesque, ou Star Trek : Voyager. Elle joue également dans quelques films de Fred Olen Ray. 
Progressivement, la comédienne s'oriente vers le doublage anglais de longs métrages et de jeux vidéo japonais (elle prête notamment sa voix dans les films d'animation Princesse Mononoké et Ghost in the Shell 2: Innocence) . Elle se fait néanmoins véritablement connaître auprès du public comme chanteuse. À partir de 2003, elle collabore avec le producteur et compositeur Akira Yamaoka sur la série Silent Hill où elle interprète plusieurs chansons sur la B.O. des différents jeux (ainsi que dans leurs adaptations au cinéma). Elle se produit parallèlement dans plusieurs concerts au Japon et aux États-Unis.
Elle intervient sur divers jeux vidéo et dessins-animés pour les doublages de voix, en plus de ses activités comme scénariste et réalisatrice. Son travail lui vaut de remporter un American Anime Award.
Mary était également conseillère à l'Interlochen Arts Camp d'Intelochen, Michigan. Elle a été mariée à l'acteur Daran Norris.

## Filmographie
- Code Quantum (1993) (série télévisée) (1 épisode) : Sue Anne Winters
- Walker, Texas Ranger (1994) (série télévisée) (1 épisode) : Merilee Summers
- Vanishing Son (1995) (série télévisée) (1 épisode) : Gwyneth Parnell
- Xena, la guerrière (1995) (série télévisée) (1 épisode) : Pandora
- Arabesque (1996) (série télévisée) (1 épisode) : Karen Resner
- Le Rebelle (1996) (série télévisée) (1 épisode) : Jane Prescott
- Le monde de Dave (1996) (série télévisée) (1 épisode) : Olivia
- Les Dessous de Palm Beach (1996) (série télévisée) (1 épisode) : Helen Rafferty
- Sister, Sister (1997) (série télévisée) (1 épisode) : Dr. Wilson
- Princesse Mononoké (1997) de Hayao Miyazaki (voix) : Tatara's Women Song
- Invisible Dad (1998) de Fred Olen Ray  : Sandy Collier
- Star Trek : Voyager (1998) (série télévisée) (1 épisode) : Daelen/Steth
- Holding the Baby (1998) (série télévisée) (1 épisode) : Dr. Litchstein
- Invisible Mom II (1999) de Fred Olen Ray : Barbara Richards
- The Kid with X-ray Eyes (1999) de Fred Olen Ray  : Jill
- Ah! My Goddess (2000) de Hiroaki Gôda (voix) : Urd
- Vampire Hunter D: Bloodlust de Yoshiaki Kawajiri (2000) (voix) : Caroline
- Cowboy Bebop, le film de Shinichirô Watanabe (2001) (voix) : Chris Riley
- Air Rage (2001) de Fred Olen Ray  : Gwen
- Ghost in the Shell 2: Innocence de Mamoru Oshii (2004) (voix) : Motoko Kusanagi
- Resident Evil: Degeneration (2008) (voix) : Aunt
- Quality Time (2008) de Chris LaMont
- Le Tableau  de Jean-François Laguionie (2011) (voix)  : Florence
- Todd of the Rings (2012) de Julian Higgins  : La Narratrice
- Naruto the Last, le film de Tsuneo Kobayashi (2014) (voix)  : Mei Terumi
- Critical Role (2015-2017) (série télévisée) (10 épisodes) : Zahra
- Carmen Sandiego (2019) (voix) : le coach Brunt

## Bande-son (interprète)
- Silent Hill 3 (2003) (interprète) : You're Not Here, Letter from the lost days, I Want Love
- Silent Hill 4 (2004) (interprète) : Tender Sugar, Your Rain, Room of Angel, Waiting For You
- Ace Combat: Squadron Leader (2004) (interprète) : The Journey Home
- Silent Hill (2006) (film) (interprète) :  You're Not Here, Letter, Waiting For You
- Silent Hill: Origins (2007) (interprète) : O.R.T., Blow Back, Shot Down In Flames, Hole In The Sky
- Silent Hill: Homecoming (2008) (interprète) : This Sacred Line, Elle Theme, One More Soul To The Call, Alex Theme
- Silent Hill: Shattered Memories (2009) (interprète) : Always On My Mind, When You're Gone, Acceptance, Hell Frozen Rain
- Shadows of the Damned (2011) (interprète) : As Evil as Dead, Different Perspectives, Take Me To Hell(Broken Dream)
- Julia X (2011) (interprète) : Julia's Wish
- Dishonored (2012) (interprète) : Honor for All
- Silent Hill: Downpour (2012) (interprète) : Intro Perk Walk, Bus to Nowhere
- Silent Hill: Book of Memories (2012) (interprète) : Now We're Free, Love Psalm
- Silent Hill: Revelation 3D (2012) (interprète) : Silent Scream
- Top Gun: Fire At Will (2012) (interprète) : Danger Zone (Fire At Will Remix)
- Diablo III: Reaper of Souls (2014) (Voice Actor) : Female Crusader
- Kholat (2015) (interprète) : Farewell
- The Medium (2021) (Interprète) : Voices
- Clock Tower: Rewind (2024) (Interprète) : Sharp Laughter